# ドロプスク諸公会議

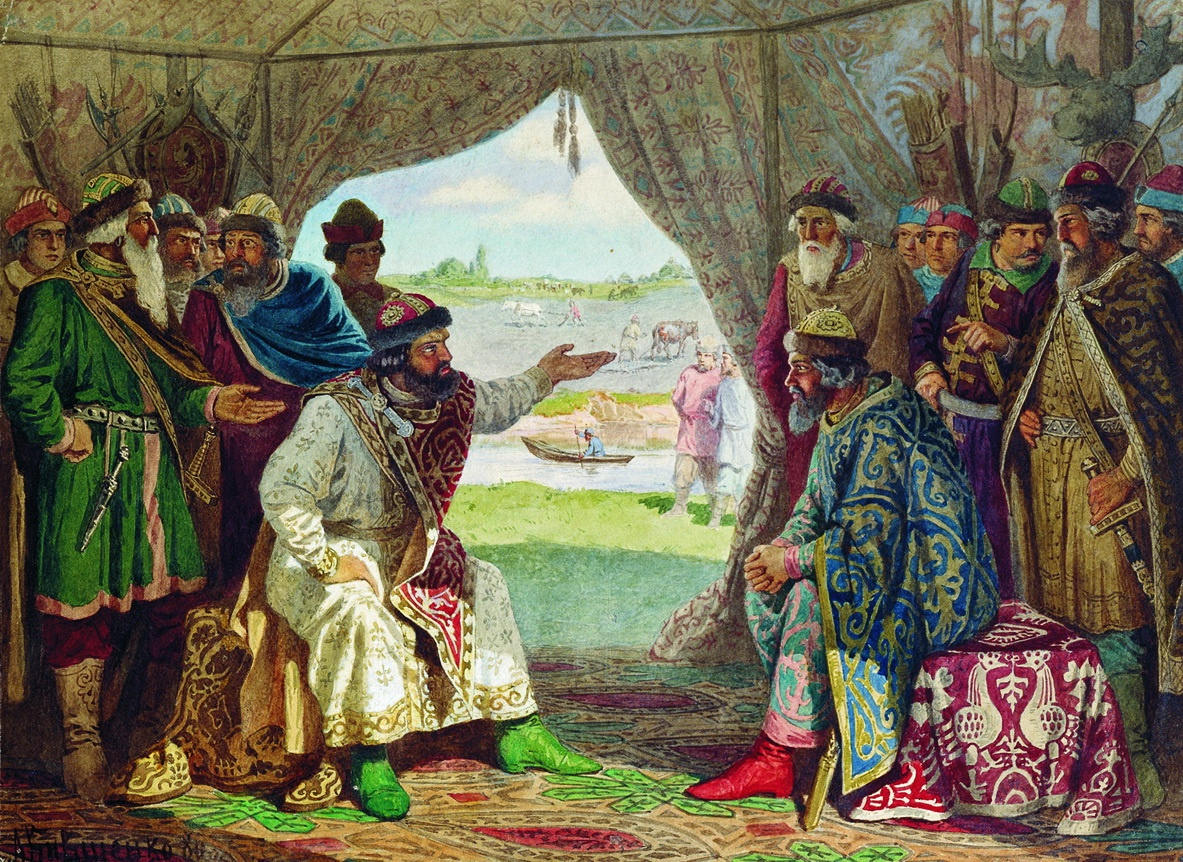
A.キフシェンコ(ru)画

ドロプスク（ドロブスク）諸公会議（ロシア語: Долобский съезд）とは、1103年にドロプスク（またはドロブスク）湖(ru)湖畔で行われたルーシ諸公による会議である。キエフ大公スヴャトポルクとペレヤスラヴリ公ウラジーミル（ウラジーミル・モノマフ）が参加し、ポロヴェツ族への遠征について討議した。
ドロプスク諸公会議の様子は原初年代記に記されている。また、他の諸公会議とは異なり、公（クニャージならびにヴェリーキー・クニャージ）であるリューリク朝出身者以外が出席し、その発言が年代記に記されている。具体的には、春季の遠征に難色を示したヤロポルクの従士（ドルジーナ）たちへのウラジーミルの説得と、その論に同意の声を上げるウラジーミルの従士たちの挙動である。会議においてウラジーミルはヤロポルクの賛同を得て、ルーシ諸公の連合軍によるポロヴェツ族への遠征が決定した。同年4月、ルーシ諸公軍はステニ川の戦いでポロヴェツ族軍に勝利した。また、ウラジーミルにとっては、先のリューベチ諸公会議（1097年）とともに、ポロヴェツ族への共同戦線を諸公と共に形成することで、諸公間の権力闘争の鎮静化を図るものでもあった。
なお、イパーチー年代記（原初年代記の写本の1つ）では1111年のサリニツァ川の戦いの事前会議として記されているが、1103年の開催を史実とみなすのが定説とされている。ただし、1111年にも諸公会議が開催された可能性はD.リハチョフ(ru)によって示唆されている。